# Львівська братська школа
Льві́вська бра́тська шко́ла — перша братська школа в Україні. Заснували її у Львові близько 1586, діячі Львівського братства Ю. Рогатинець, І. Рогатинець, І. Красовський та ін.
За іншими даними — була заснована 1576 року із заохочення антиохійського патріарха Іоакима, а серед її засновників зазначаються Арсеній Еласонський, брати Лаврентій та Стефан Зизанії, Кирило Транквіліон-Ставровецький. Значною мірою школа утримувалась за кошти від діяльності Львівської братської друкарні. 
Школа у Львові виникла при заохоченні Антіохійського патріарха Іоакима V. Константинопольський патріарх Ієремія II в особливій грамоті 1590 роках наказував, що у Львові має бути школа братства Успіння Пресвятої Богородиці, а в ній діти благочестивих і православних християн повинні вчитися Святого Письма, слов'янської та грецької мов і т. д. Рішенням Берестейського Собору від 24 червня 1594 р Львівська братська школа була підпорядкована безпосередньо київському Митрополиту. Також і польський король Сигізмунд III грамотою від 13 жовтня 1592 р. надав братству право мати вищу школу і, крім того, виняткове право друкувати і продавати слов'яно-руські книги і вільно управляти своїми справами.

## Відомості
Статут Львівської братської школи («Порядок шкільний» 1591 р.) — пам'ятка української педагогічної думки. Він передбачав демократичні основи організації школи. До львівської братської школи приймали дітей різних станів зі Львова та інших міст і сіл України. Навчання проводилося тодішньою руською (українською) літературною мовою. Вивчали слов'янську, грецьку, латинську мови (риторика, граматика, піїтика), діалектику, а також арифметику, геометрію, астрономію, філософію, богослів'я, музику. Школа була й осередком розвитку хорового співу та українського шкільного театру. Із каталога братської бібліотеки видно, що значну увагу приділяли творам класичних авторів: тут були видання Арістотеля, Овідія, Вергілія, Валерія Максима та інших. В 1591 р. була надрукована греко-слов'янська граматика «Адельфотес», складена учнями школи і учителем Арсенієм Еласонським.
У різний час ректорами й учителями тут були: Арсеній Еласонський, С. Зизаній, Л. Зизаній, Ф. Касіянович, І. Борецький, П. Беринда, Г. Дорофеєвич, І. Трофимович-Козловський, С. Косов, В. Ушакевич та ін. Гетьман Петро Сагайдачний наприкінці життя послав школі 15000 червоних злотих, також заповів значні кошти на її потреби. Львівська братська школа мала значний вплив на розвиток освіти не лише в Русі-Україні, а й у Білорусі, Молдові, Волощині та інших країнах. Вона виховала чимало видатних громадських і культурних діячів. З другої половини 17 століття занепала, припинила існування в кінці 18 століття.

## Статут Львівської братської школи
Статут[джерело?]:
1. Повинні бути висунуті від братства дві досвідчені людини, щоб спостерігати за навчанням, а також за добрими і поганими справами дидаскалів, бо що посіє людина те й пожне. І тим браттям повинен бути даний реєстр під печаткою братською, у якій дидаскали повинні вписувати дані про облік дітей, відрахунок років і навчання дітей ї оплату їм, тобто дидаскалам.
А якщо би хто бажав забрати своїх дітей від науки, коли прийде квартал, тоді в присутності тих відпустити…, кожен, хто буде приводити до навчання сина чи інших для науки, повинен взяти з собою сусіда, одного чи двох, і в присутності з сусідів повинен з дидаскалом укласти умовну про порядок і повинність його згідно з реєстром нижченаписаного; і перш за все повинен бути йому прочитаний цей реєстр, щоб знав, яким чином будуть його сина навчати, і що за це повинен, і щоб не перечив йому, а всіма засобами допомагав дітям в науці і приводив до послуху дидаскалу, як справжній батько, який бажає мати втіху від прощі, і повинен за звичаєм вписатися в реєстр.
2. А дидаскал, взяв доручену йому дитину, повинен її вчити оволодівати корисними науками, за непослух карати не по-тиранськи, а по-учительськи, не вище, але посильно, спокійно, не лише по народному, але й вище народного, щоб через свою заздрість не залишився винним ні за одного (учня) ні перед Богом, ні перед родичем, ні перед ним самим, якщо б забрав у нього час чи відволік його. Написаное: «Злый, лукавый, ленивый рабе, по что не отдал серебро моё торжникам да пришед аз взял бых своё со лихвою; и паки: щадяй жезла ненавидит сына, а ещё без наказания были бахом, уво прелюбодейчище бысте были, а не сынове».
3. Сидіти повинен кожний на своєму місці, призначеному за успіхи в навчанні. Який більше вміє, буде сидіти вище, якщо б і був дуже бідний, а хто менше вміє, повинен на постидному місці сидіти, сказано ж: «Имеящему везде дано будет».
4. Багатий на д бідним у школі нічим не повинен бути вищим, лише самою наукою, тілом же рівні усі; око руці, нога руці не може сказати: ти мені не потрібна.
5. Навчати дидаскал і любити повинен усіх дітей однаково, як синів багатих, так і сиріт бідних, і тих хто ходить по вулицях, просячи милостині; хто скільки навчиться може за своїми синами; лише не більше одного вчити, ніж іншого, бо ж написано: «Всякому бо просящему у тебе дай и хотящему у тебе взяти не возбрани, хощу бо всім спастися и в разум истинный прийти».
6. Приходити повинні отроки в школу на визначений час, тобто в більші дні на дев'яту годину, точно так і в інші, менші дні, як постановив дидаскал, і відпускати їх після навчання у визначений час; написано ж: «Все да действует… в подобное время».
7. Кожного ранку дидаскал повинен уважно слідкувати й, якщо якого отрока не було, повинен за ним зараз же послати і взнати причини, через які не прийшов: чи не загрався де грою, чи вдома полінувався, чи довго спав і через це в школу не прийшов, дізнатись про все і привести повинні його, бо написано: «Иных страхом і нуждой спасай».
8. Зранку, прийшовши всі в призначений час, не повинні починати навчання, поки не покажуть молитви і звичайні передмови…
9. У школі діти повинні бути поділені на три групи: перші — які будуть вчитися чистоті і на пам'ять вчити багато речей; другі — які будуть вчитися розпізнавати слова і складати; треті — будуть вчитися розказувати прочитане, роздумувати і розуміти; бо сказав святий Павло: «Егда бех младенец, младенческая мудрствовах ы смышлях, егда ж достигох в муж совершен, млека не потребую».
10. Зранку після молитов кожен повинен розказати вчорашній свій урок і писання, що вдома писав, і повинен викласти вивчене; а потім повинні по частинах вчити Псалтир чи граматику і другі корисні науки, в яких є потреба.
11. Після обіду хлопчики повинні писати самі на таблицях кожен свій урок, заданий йому вчителем, крім малих (дітей), яким учитель повинен сам вписати. Вивчивши у школі важкі слова, повинен їх запитувати один в одного, тобто дискутувати, а прийшовши додому, вірш повторити, щоб у вечері, прийшовши зі школи додому, вміли діти перед родичами чи чужі діти, проживаючі на квартирах, перед господарем своїм науку, що в школі вчили, прочитати з поясненнями, як це робили в школі; а що вчили в цей день повинні ввечері написати і зранку принести в школу, показати своєму вчителю, щоб кожен плід науки був відомий: «Всяко бо древо от плода познавати подобает».
12. Повинен бути дидаскал вчити і на письмі їм подавати з граматики, риторики, діалектики, музики та інших поетів та зі святого Євангелія, з книг апостольських: «Вся бо елика писана суть к нашему наказанию писана суть».
13. В суботу зранку повинні повторювати уроки, які вчили протягом тижня, а після обіду повинні вчити паскалії і місячної течії, і рахунок, і обчислення, чи музику церковного співу: «Вся бо писания благодухновенна и полезна суть к научению».
14. Після вечірні в суботу повинен дидаскал розмовляти з дітьми не мало часу, а значно більше, ніж в інші дні, навчаючи їх страху Божому і належним юнацьким звичаям: як вони повинні поводитися в церкві перед Богом, вдома перед родичами і в інших місцях, стид берегти, виказувати Богові і його святим честь і страх, рідним та дидаскалам послуг, усім покірність та повагу, собі самому чистоту. І ці повчання знову повинні навіюватись дитині… бо написано: «Любяй сына прилежнее наказует, а не любяй щадит жезла», и Каже: «Отрачастю безумие на сердци привязано жезлом же изженеми ё, новое бо вино в мехи новые вливают и обое соблюдает ся».
15. В неділю і в свята церковні діаскал повинен з усіма, поки підуть до літургії, розмовляти і розповідати про це свято і вчити їх Божій волі, а після обіду повинен навчити Євангелію і апостолу цього свята…
16. Двох чи чотирьох хлопців, кожну неділю інших по черзі, потрібно призначати для збереження порядку, від чого жоден не зможе відмовитися, коли до нього надійде черга. Справою їх буде швидше прийти в школу, підмести школу, розпалити в печі і біля дверей сидіти, про всіх знати, хто виходить і входить, хто б не вчився, пустував, чи в церкві погано себе вів, чи, йдучи додому, не вів себе достойно, повинні написати і повідомити про них, сказано: «Блюдетесь како да опасно ходите, не яко немудре, но яко премудре искупующе время, яко дни лукавые суть».
17. Якщо би якийсь хлопець один день ходив у школу, а другий — пропускав — і так лише час втрачав, рахуючись при школі, такого більше не приймати, тому що і знахар якщо б хворого в один день лікував, а в інший відносився не відповідно, замість лікування ще більше сприяв його захворюванню, сказано: «Всякого брата не по чину ходяща отрицайся».
18. Батькові про дітей чи господареві про доручених йому сторонніх дітей дидаскал і члени братства — наглядачі шкільні повинні нагадувати, щоб діти вдома поводили себе відповідно шкільному розпорядку, показуючи всім свою ученість і людяність. А якщо буде в дітях знайдено щось невідповідне науці, то це має бути вивчене. А якщо б дидаскал своєю породивістю чи родич чи господар неохайністю своєю заважали навчанню чи добрим звичаєм, то винний має бути покараний.
19. Якщо б також хто хотів від дидаскала сина свого забрати для іншої потреби, то повинен робити це не заочно і не через когось іншого, лише особисто і в присутності тієї ж людини чи двох, при яких він віддавав на науку, узяти може, щоб цим не робити зневаги ні учневі, ні дидаскалу, від якого без пояснення учня забрав; такий порядок всі інші ремісники зберігати повинні, коли при людях не лише сина, але й слугу реміснику доручають, і потім, коли його навчитися, тим більше не хочуть його відпустити; зібравши багатьох, хвалять терпіння і пристойність родичів і його самого, від чого і майстру велике задоволення, коли бачить учня свого не останнім, чого більше і в школах і в людей християнських мати необхідно.
20. Якщо б сам учитель чи хтось з його учнів був винуватцем тих справ, які не лише закон не дозволяє, але забороняє, як-то: розпусник, п'яниця, злодій, сріблолюбець, гордий, такий не лише вчителем, але й жителем не повинен бути тут… бо, якщо буде сам противником заповідей… то як може інших берегти в цнотливості і на користь настановити. Сказано: «Не можете добре глаголити зло суще» — і ще: «Пить… примудрости живцю воду от источника неисчерпаемого… то есть лучше, чем покупать серебро и золото и каменные драгоценности, ибо не в них состоит жизнь человеческая».